# High School Musical (ścieżka dźwiękowa)
High School Musical – ścieżka dźwiękowa do filmu pod tym samym tytułem, wydana 10 stycznia 2006 w USA nakładem wytwórni Walt Disney Records.

## Informacje

### Stworzenie
Album nagrany w pięć dni, zawiera wszystkie piosenki z filmu w kolejności pojawienia się. Oprócz tego znalazły się na nim: nowy utwór "I Can't Take My Eyes Off Of You", "Get'cha Head In The Game" w wykonaniu zespołu B5 i instrumentalne wersje piosenek "Start Of Something New" i "Breaking Free". Premiera odbyła się 10 stycznia 2006. Oficjalnym singlem z albumu została piosenka "Breaking Free" wydana 28 września 2006 na nośniku CD i jako digital download. Oprócz tego na listach przebojów notowane były inne piosenki. Ścieżka dźwiękowa została wydana 23 maja 2006 w edycji specjalnej, zawierającej dodatkowo CD z wersjami instrumentalnymi.
W Polsce nagrano utwór "Masz W Sobie Wiarę", polską wersję "Breaking Free". Piosenka nie znalazła się jednak na polskiej ścieżce dźiękowej do pierwszej części, tylko do drugiej.

### Sprzedaż
Album zadebiutował na #143 na liście Billboard 200, udając się nakładem 6,469 egzemplarzy w pierwszym tygodniu. Dwukrotnie (1 i 22 marca 2006) zdobył na liście 1. miejsce. W USA był najczęściej kupowanym albumem 2006 roku.
W Stanach Zjednoczonych zdobył status 4x Platyny, w Wielkiej Brytanii 2x Platyny, a w Polsce Złota. Na świecie ukazał się w 8 milionach egzemplarzach.

## Lista utworów
| #   | Tytuł                                  | Wykonawcy                                                 | Producenci                             | Kompozytorzy                        | Czas |
| --- | -------------------------------------- | --------------------------------------------------------- | -------------------------------------- | ----------------------------------- | ---- |
| 1.  | "Start Of Something New"               | Zac Efron, Vanessa Hudgens                                | Matthew Gerrard                        | Matthew Gerrard & Robbie Nevil      | 3:17 |
| 2.  | "Get'cha Head In The Game"             | Zac Efron, członkowie Dzikich Kotów                       | Ray Cham                               | Ray Cham, Greg Cham & Andrew Seeley | 2:26 |
| 3.  | "What I've Been Looking For"           | Ashley Tisdale, Lucas Grabeel                             | Andy Dodd & Adam Watts                 | Andy Dodd & Adam Watts              | 2:04 |
| 4.  | "What I've Been Looking For (Reprise)" | Zac Efron, Vanessa Hudgens                                | Andy Dodd & Adam Watts                 | Andy Dodd & Adam Watts              | 1:20 |
| 5.  | "Stick To The Status Quo"              | obsada                                                    | David Lawrence                         | David Lawrence & Faye Greenberg     | 4:28 |
| 6.  | "When There Was Me And You"            | Vanessa Hudgens                                           | Jamie Houston                          | Jamie Houston                       | 3:00 |
| 7.  | "Bop To The Top"                       | Ashley Tisdale, Lucas Grabeel                             | Randy Petersen & Kevin Quinn           | Randy Petersen & Kevin Quinn        | 1:47 |
| 8.  | "Breaking Free"                        | Zac Efron, Vanessa Hudgens                                | Jamie Houston                          | Jamie Houston                       | 3:27 |
| 9.  | "We're All In This Together"           | obsada                                                    | Matthew Gerrard & Robbie Nevil         | Matthew Gerrard & Robbie Nevil      | 3:51 |
| 10. | "I Can't Take My Eyes Off Of You"      | Zac Efron, Vanessa Hudgens, Ashley Tisdale, Lucas Grabeel | Matthew Gerrard                        | Matthew Gerrard & Robbie Nevil      | 2:51 |
| 11. | "Get'cha Head In The Game"             | B5                                                        | Andrew Lane dla Drew Right Music, Inc. | Ray Cham, Greg Cham & Andrew Seeley | 2:46 |
| 12. | "Start Of Something New" (Instumental) | (brak)                                                    | Matthew Gerrard                        | Matthew Gerrard & Robbie Nevil      | 3:16 |
| 13. | "Breaking Free" (Instrumental)         | (brak)                                                    | Jamie Houston                          | Jamie Houston                       | 3:27 |

### Edycja specjalna
23 maja 2006 wydano 2-płytową edycję w której znajdowały się:
- CD1: ścieżka dźiękowa (oprócz utworów 12. i 13.)
- CD2: wersje karaoke piosenek:

1. "Start Of Something New"
2. "Get'cha Head In The Game"
3. "What I've Been Looking For"
4. "Stick To The Status Quo"
5. "When There Was Me And You"
6. "Bop To The Top"
7. "Breaking Free"
8. "I Can't Take My Eyes Off Of You"

- plakat z Troyem i Gabriellą
- specjalne złote pudełko z tekstami

## Notowania
| Lista                              | Twórca    | Miejsce    | Certyfikat | Egzemplarze |
| ---------------------------------- | --------- | ---------- | ---------- | ----------- |
| The Billboard 200 (U.S.)           | Billboard | 1          | 4x Platyna | 4,000,000+  |
| UK Compilation Albums Chart        | OCC       | 1          | 3x Platyna | 900,000+    |
| Oficjalna lista sprzedaży - Polska | OLiS      |            | Złoto      |             |
| Australian ARIA Albums Chart       | ARIA      | 1          | Platyna    | 70,000+     |
| Mexican Top 100 Albums Chart       | Universal | 1          | -          | 250,000     |
| Argentine Top 100 Albums Chart     | Universal | 1          | 3x Platyna | 300,000     |
| Colombian Top 100 Albums Chart     | Universal | 1          | -          | -           |
| Venezuelan Top 40 Albums Chart     | CAPROFONO | 1 (5 tyg.) | Platyna    | 20,000      |

## Międzynarodowe wersje

### Hinduska ścieżka dźiękowa
| Tytuł hinduski                | Wersja oryginalna                      | Wykonawcy                                                   |
| ----------------------------- | -------------------------------------- | ----------------------------------------------------------- |
| "शुरू के कुछ नई"                  | "Start of Something New"               | Naresh Kamath & Sunidhi Chauhan                             |
| "इस खेल में अपने सिर प्राप्त करें"      | "Get'cha Head in the Game"             | Naresh Kamath                                               |
| "मैं की तलाश में क्या कर रहा हूँ"        | "What I've Been Looking For"           | Neuman Pinto & Shweta Pandit                                |
| "मैं (Reprise) के लिए क्या देख रहा है" | "What I've Been Looking For (Reprise)" | Naresh Kamath & Sunidhi Chauhan                             |
| "छड़ी को यथास्थिति के लिए"             | "Stick to the Status Quo"              | Hrishikesh Kamerkar, Shweta Pandit, Neuman Pinto            |
| "जब वहाँ और मैं था तुम"             | "When There was Me and You"            | Sunidhi Chauhan                                             |
| "बोप करने के लिए शीर्ष"             | "Bop to the Top"                       | Neuman Pinto & Shweta Pandit                                |
| "मुफ्त तोड़कर"                    | "Breaking Free"                        | Naresh Kamath & Sunidhi Chauhan                             |
| "हम में यह एक साथ सभी कर रहे हैं"    | "We're All in This Together"           | Naresh Kamath, Sunidhi Chauhan, Neuman Pinto, Shweta Pandit |

### Utwory dodatkowe
| Piosenki                           | Oryginalna nazwa             | Język                    | Wykonawcy                                             |
| ---------------------------------- | ---------------------------- | ------------------------ | ----------------------------------------------------- |
| "Наверх в облака"                  | "Start of Something New"     | rosyjski                 | Sergey Lazarev & Kseniya Larina                       |
| "Algo Va A Empezar"                | "Start of Something New"     | hiszpański (Meksyk)      | Gerardo & Mariana (High School Musical: La Selección) |
| "Ты владеешь мячом"                | "Get'cha Head in the Game"   | rosyjski                 | Sergey Lazarev                                        |
| "Mente en el Juego"                | "Get'cha Head in the Game"   | hiszpański (Meksyk)      | Cistobal & Cesar (High School Musical: La Selección)  |
| "Мы в темные дни грустили одни"    | "What I've Been Looking For" | rosyjski                 | Sergey Lazarev & Kseniya Larina                       |
| "Eres Tú"                          | "What I've Been Looking For" | hiszpański (Meksyk)      | Belanova                                              |
| "O Que Eu Procurava"               | "What I've Been Looking For" | portugalski (Brazylia)   | Ludov                                                 |
| "Estando tú y yo"                  | "When There Was Me and You"  | hiszpański (Meksyk)      | Fabiola (High School Musical: La Selección)           |
| "Cuando éramos tú y yo"            | "When There Was Me and You"  | hiszpański (Argentyna)   | Victoria (High School Musical: La Selección)          |
| "Anata No Ita Toki"                | "When There Was Me and You"  | japoński                 | Hitomi Shimatani                                      |
| "Bop to the Top"                   | "Bop to the Top"             | hiszpański (Meksyk)      | High School Musical "La Selección"                    |
| "Bop to the Top"                   | "Bop to the Top"             | hiszpański (Argentyna)   | Colo & Delfina (High School Musical: La Selección)    |
| "Breaking Free (Asian Version)"    | "Breaking Free"              | angielski                | Vince Chong, Nikki Gil & Alicia Pan                   |
| "Breaking Free (European Version)" | "Breaking Free"              | angielski                | Josh Hoge & Nikki Flores                              |
| "Tem Que Tentar"                   | "Breaking Free"              | portugalski (Portugalia) | Fellipe Guadanucci & Lenora Hage                      |
| "Se Provi A Volare"                | "Breaking Free"              | włoski                   | Luca Dirisio                                          |
| "另一個自己"                       | "Breaking Free"              | Mandarin                 | Anson Hu & Stephy Tang                                |
| "Briser Mes Chaînes"               | "Breaking Free"              | francuski                | Sofiane                                               |
| "Sólo Hay Que Intentar"            | "Breaking Free"              | hiszpański (Meksyk)      | Roger González & Carla Medina                         |
| "No Dejes De Soñar"                | "Breaking Free"              | hiszpański (Hiszpania)   | Conchita                                              |
| "Masz W Sobie Wiarę"               | "Breaking Free"              | polski                   | Hania Stach & Andrzej Lampert                         |
| "ממריאים"                          | "Breaking Free"              | hebrajski                | Gilat Hillel                                          |
| "Наш звездный час"                 | "Breaking Free"              | rosyjski                 | Sergey Lazarev & Kseniya Larina                       |
| "Tem Que Tentar"                   | "Breaking Free               | portugalski (Brazylia)   | Fabiola Ribeiro & Beto Marden                         |
| "Estamos Todos Juntos"             | "We're All in This Together" | hiszpański (Meksyk)      | High School Musical "La Selección"                    |
| "Minna Star!"                      | "We're All in This Together" | japoński                 | AAA                                                   |
| "Мы все вместе"                    | "We're All in This Together" | rosyjski                 | Sergey Lazarev Kseniya Larina & inni                  |

## Nagrody
2006:
- Billboard Music Award -
  - Soundtrack Album Of The Year (Wygrana)
  - Album of the Year (Nominacja)
- American Music Award - Best Pop Album (Nominacja)